# Óengus I.
Óengus I. oder Onuist I. (* vor 728; † 761) war ein König der Pikten 728 (1. Herrschaft) sowie von 729 bis 761 (2. Herrschaft), der Dál Riata eroberte. Er war der Sohn des Fergus (Urguist).